# Melanisering
Melanisering är en reaktion där ett redoxenzym oxiderar olika fenoler till melanin. Denna reaktion är vanlig hos de flesta högre organismer och kan lätt observeras som till exempel brunfärgning av ett skalat äpple eller banan. Hos ryggradslösa djur till exempel insekter och kräftdjur är melaniseringen slutsteget i en enzymkaskad bestående av proteaser och proteiner som binder till mikrobiella sockermolekyler. Denna mekanism är en försvarsreaktion hos dessa djur och den är mycket effektiv att känna igen och reagera på bakterier och svampar. Melaniseringen finns delvis kvar hos människa som ett skydd mot solen, solbränna.